# Čchin Š’-chuang-ti
Čchin Š'-chuang-ti (čínsky pchin-jinem Qín Shǐ Huángdì, znaky 秦始皇帝), rodovým jménem  Jing (Yíng, 嬴), jménem  klanu Čao (Zhào, 趙), osobním jménem Čeng (Zhèng, 政),  (říjen nebo listopad 260 př. n. l. – 10. září 210 př. n. l.) byl v letech 247–221 př. n. l. král čínského státu Čchin a prvním císařem sjednocené Číny (221–210 př. n. l.). Založil stejnojmennou dynastii, jejíž vláda však skončila již čtyři roky po Čchinově smrti.

## Životopis

### Mládí
Čchin Š'-chuang-ti se narodil v Chan-tanu v pozdním období státu Východní Čou. Podle legendy zde byl jeho otec, princ státu Čchin, držen jako rukojmí až do doby, než bohatý kupec Lü Pu-wej zajistil jejich návrat. Princ totiž zahořel láskou k jeho překrásné těhotné ženě a Lü Pu-wej neochotně souhlasil s jeho žádostí o ni jen proto, že by se tak jeho vlastní syn stal dědicem trůnu. Jakmile se princ pod jménem Čuang Siang stal králem království Čchin, učinil z kupce svého předsedu vlády a ten měl následujících deset let největší moc ve státě.
Po smrti Čuang Sianga se jeho syn, nebo přesněji řečeno syn Lü Pu-weje, stal vládcem království. Ve 22 letech poté i převzal vládu. Jakmile se v dospělosti dozvěděl, že se jeho matka dopustila s otcem Lü Pu-wejem odporných nemravností, dal svou matku uvrhnout do vězení a svého otce vyloučil z úřadu a poslal jej pryč. Lü Pu-wej se ze zklamání ze synovy pomsty otrávil.

### Válečné období
S pomocí moudrých mužů Čeng provedl celou řadu reforem zemědělství a armády a podařilo se mu potlačit vnitřní povstání. Království Čchin tak v porovnání s ostatními šesti královstvími velmi prosperovalo a Jing-čeng se tedy mohl odvážit bojovat s ostatními státy a provést sjednocení země. Během pouhých deseti let se mu podařilo všechny podrobit. V Číně tím bylo ukončeno velmi dlouhé období chaosu. V roce 221 př. n. l. byla země poprvé v historii sjednocena pod vládou jediného panovníka. Čeng si dal titul Š'-chuang-ti (始皇帝 pinyin: shǐ huángdì
Š 'znamená první, čili První císař) domnívaje se, že jeho úspěchy převyšují předchozí panovníky, kteří vládli s titulem wang (王 pinyin: wáng – „král“), a tímto se od nich chtěl odlišit. Odvolával se přitom na vládu legendárních Tří Vznešených (三皇 sānhuáng) a Pěti Vladařů (五帝 wǔdì), z jejichž titulů složil titul vlastní. A řekl "Nesmíte se snažit vyhrát, ale snažit se neprohrát".

### Reorganizace země
Po dobytí nových území začal Čeng provádět nezbytné reformy k reorganizaci své nové říše. Zřídil 36 komandérií, jež dále rozdělil na okresy, a podřídil je úředníkům a vojákům, kteří byli zodpovědní přímo jemu. Vybudoval řadu silničních spojení z hlavního města Sien-Jang do bývalých států Jen, Čchi, Wu a Čchu. Velmi důležitá je jeho reforma písma (tzv. malé pečetní písmo - siao čuan, 小篆 ), díky níž se od té doby v celé Číně používá jen jediná soustava znaků, a prakticky neexistují regionální odlišnosti. Stejně důležité byly i jeho reformy vah a měr a kodifikace práva. Mimo to reformy velmi napomohly rozvoji hospodářství a kulturní výměně během tohoto období. Pro zajištění severní hranice, zejména proti Siungnům, byly tisíce otroků a zločinců poslány vybudovat obrannou zeď, dnes známou jako Velká čínská zeď. Jednalo se však spíše o propojení již existujících úseků opevnění postavených v období válčících států v 5. - 3. století př. n. l., a to mnohem severněji než je linie dnešní zdi. Z Čchinovy původní zdi se dochovaly jen nepatrné zbytky. Současná podoba zdi pochází až z mingského období (15.-17. století).

### Upevňování moci
V roce 213 př. n. l. se císař Š'-chuang-ti rozhodl utišit kritiku své vlády, zničit dějiny, a nechal proto spálit všechny knihy v říši a popravit učence (i s rodinami), kteří se odvážili vystoupit proti jeho autokratické vládě. Tento čin má dnes za následek, že jsou zničeny všechny historické záznamy z období před státem Čchin. Následující rok nechal císař zazdít zaživa na 460 konfuciánských učenců.
Š'-chuang-ti panoval v zájmu upevnění své moci silně autokraticky. Zavedl tvrdé postihy a přísné tresty a uvalil na obyvatelstvo velmi vysoké daně. Utrpení obyvatelstva bylo dále prodlužováno neustále se vlekoucími válkami. Císař si také nechal vystavět přehnaně nákladný palác a hrobku, což spolu s jeho pěti velkými cestami po říši a stavbou Velké čínské zdi zemi silně zadlužilo a způsobilo velké strádání poddaných. Toto jistě přispělo ke hněvu obyvatelstva vůči panovníkovi a následnému pádu dynastie Čchin.

### Smrt
Mocný císař věřil tomu, že by se mohl stát nesmrtelným, a pátral proto po prostředku, jak se nesmrtelnosti domoci. Když mu během jeho cesty po Říši nabídla v roce 210 př. n. l. skupina lékařů lék k nesmrtelnosti obsahující malé množství rtuti, lačně jej požil a po jejím strávení na následky otravy zemřel. Po rozšíření zprávy o jeho smrti se vlády chopil jeho druhý syn Chu Chaj (vládl pod jménem Er-š'-chuang-ti). Chu-chaj ale zanedbával své vladařské postavení a nechal za sebe vládnout eunucha Čao-Kao. Několik let nato v zemi vypuklo povstání, k němuž se okamžitě připojilo obrovské množství lidí nespokojených s tyranií obou císařů. Dynastie Čchin byla roku 206 př. n. l. svržena a později vystřídána dynastií Chan. 
Proslulým se stal hrobový komplex, v němž byl první čínský císař pohřben, který je střežen tisícovkami soch, původně zasypaných a zapomenutých, objevených až náhodou roku 1974, a známých jako terakotová armáda.

## Film
- Císař a vrah (Jīng Kē cì Qín Wáng), Čína 1999, Režie: Chen Kaige; Hrají: Li Xuejian (císař Čchin Š'-chuang-ti), Gong Li, Zhang Fengyi, Zhou Xun, Li Xuejian, Chen Kaige
- Hrdina (Yīng Xióng), Čína 2002, Režie: Zhang Yimou; Hrají: Jet Li, Tony Leung Chiu Wai, Maggie Cheung, Zhang Ziyi, Chen Daoming (císař Čchin Š'-chuang-ti), Donnie Yen, Ying Bai
- Mumie: Hrob Dračího císaře (The Mummy: Tomb of the Dragon Emperor), USA 2008, Režie: Rob Cohen; Hrají: Brendan Fraser, Jet Li (císař Han/Čchin Š'-chuang-ti), Maria Bello, John Hannah, Russell Wong, Michelle Yeoh